# You're No Good
«You're No Good» es una canción de Dee Dee Warwick. Escrita por Clint Ballard, Jr. y producida por Jerry Leiber y Mike Stoller.

## Versión de Betty Everett
Es una canción de Betty Everett grabada en 1963. Su género es R&B. Alcanzó la posición #51 en la lista de canciones de Hot 100 y la #5 en Cashbox's R&B Locations. 

## Versión de The Swinging Blue Jeans
Es una canción de The Swinging Blue Jeans de 1964. Producida por Walter J. Ridley y su discográfica HMV Records.

## Versión de Linda Ronstadt
You're No Good (en español: No eres bueno) es una canción de 1974 de la artista Linda Ronstadt. Fue escrita por Clint Ballard Jr. y producida por Peter Asher. Su género es rock. 

### Historia
Linda Ronstadt quería rehacer "You're no good" de 1974 por Capitol Records. Ronstadt hizo una decisión de último minuto para grabar "You're no good" para el álbum "Heart Like a Wheel" y, en lugar de utilizar una disposición similar a la original de Betty Everett ella y sus compañeros de banda decidieron elaborar un nuevo arreglo para la grabación de la canción. Ronstadt recuerda que durante una reproducción después de varias horas de trabajo Val Garay, borró accidentalmente la pista de fondo que requiere Asher.

## Posiciones
- (Billboard Hot 100) - Posición #1
- - Posición #15
- - Posición #17
- - Posición #24